# Partido Socialista Galego

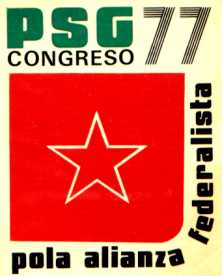
Congresso PSG 77

O Partido Socialista Galego (PSG) foi um partido político galego de ideologia socialista e nacionalista. Foi fundado em 23 de agosto de 1963 como partido social-democrata e nacionalista galego, embora posteriormente radicalizasse as suas posições, aproximando-se à marxista-leninista União do Povo Galego (UPG). O seu secretário geral entre 1971 e 1977 foi Xosé Manuel Beiras Torrado e a sua primeira apresentação a umas eleições foi nas eleições gerais espanholas em 15 de junho de 1977, onde obteve 27 197 votos (2,41%).
Na década de 1980 ocorre uma cisão interna: uma seção integra-se no Bloco Nacionalista Galego (BNG) junto com a UPG e outros partidos nacionalistas de esquerda, enquanto a outra seção adere à Esquerda Galega, formando coligação sob o nome de PSG-EG, que pouco depois se integraria também no BNG. 

## História

### Fundação
O PSG foi fundado em 23 de agosto de 1963 sob os lemas de federalismo, socialismo e democracia, atraindo alguns membros do Partido Galeguista como Francisco Fernández del Riego e jovens universitários atraídos pelo pinheirismo, como Xosé Manuel Beiras Torrado. Naquela altura, o PSG possuía uma escassa base militante, mas mantinha boas relações com outros partidos socialistas da Catalunha e o País Basco e contava com um pequeno núcleo de ativistas ligados à Universidade de Santiago de Compostela.

### Primeira época (1963-1970)
Um dos primeiros objetivos do PSG foi estabelecer ligações com outros partidos socialistas europeus. Esteve presente em reuniões na Itália e na França, e teve uma forte relação com o Moviment Socialista de Catalunya: graças à sua colaboração, o órgão de expressão do PSG, Adiante, começou a publicar-se em Perpinhã, desde 1965 até 1969, quando começa a editar-se na Galiza sob o nome de Galicia Socialista. Porém, nos últimos anos da década de 1960, o PSG deixa de ter atividade pública. 

### Segunda época (1970-1977)
Para reativar o partido na década de 1970 foi criada uma direção colegiada que deu uma estratégia diferente, com maior ênfase na questão nacionalista. Em 1972, Xosé Manuel Beiras é eleito secretário geral e o PSG assume como própria a sua teoria do colonialismo interior. Ademais, continua a vontade de criar ligações estáveis com outros partidos socialistas, como demonstra a sua presença, em 1974, na Conferência Socialista Ibérica junto com o PSOE, o Moviment Socialista de Catalunya, o Partit Socialista del País Valencià e a Unión Sindical Obrera que será o ponto de partida para a Federação de Partidos Socialistas (FPS) que se estabelece, já sem o PSOE, em 1976. Ademais, em 1975, o Movimento Socialista da Galiza, dirigido por Alfonso Álvarez Gándara e Francisco González Amadiós, integra-se no PSG. 

### Terceira época (a cisão de 1977)
Contudo, os maus resultados eleitorais das eleições democráticas de 1977 e as pressões do PSOE terminaram com a FPS, o que fez com que o PSG entrasse em crise. Beiras abandonou a direção, que foi assumida por Valentín Arias como coordenador. A cisão produzida no interior do partido verificou dois pólos opostos: por uma parte, um grupo por volta de 100 militantes liderados por Ceferino Díaz, Fernando González Laxe e José Luís Rodríguez Pardo, que redigiu o denominado Documento dos 19 e formaram, em 2 de abril de 1978, o Colectivo Socialista-PSG, com vontade de se integrar no PSOE. Por outro lado, o grosso do PSG e mais sua direção política, que terminou expulsando a outra parte, que, pela sua vez, se integrou definitivamente no PSOE. 

### Quarta época (1979-1983)
Em 1979, o PSG participou na constituição de Unidade Galega (UG), uma coligação de partidos cujo objetivo era apresentar-se às eleições estatais e municipais daquele ano. O PSG, ao contrário dos demais integrantes de UG, negou-se a participar na Comissão dos 16, que tinha de elaborar o projeto do Estatuto de Autonomia de Galiza de 1981. 
Já em 1980, no seu II Congresso, o PSG recusou a ideia de confluir com o Partido Obreiro Galego (POG), mas apoiou a criação da Conselho de Forças Políticas Galegas com o Bloco Nacional Popular Galego (BNPG). A decisão de se aproximar ao BNPG produziu um forte enfrentamento no seio do PSG, que provocou a saída de cerca de 50 militantes, entre os quais os históricos Valentín Arias e Mario Orxales (fundadores do PSG).
A aproximação ao BNPG cristalizou antes das eleições autonómicas de 1981, quando BNPG e PSG acodem coligados. Dos três deputados ao Parlamento da Galiza que resultam eleitos, Claudio López Garrido era membro do PSG. Porém, os três deputados foram expulsos do Parlamento por se negarem a jurar a Constituição Espanhola e o Estatuto de Autonomia da Galiza, para cujo plebiscito pediram ativamente o "não". 
A dinâmica conjunta do BNPG e do PSG deu origem a um único partido, o Bloco Nacionalista Galego (BNG). No Congresso extraordinario do PSG celebrado em 15 de janeiro de 1983 verifica-se a cisão total: uma parte opta por integrar-se definitivamente no BNG como Colectivo Socialista, enquanto a maioria opta por abandonar a linha de conjunção com o BNPG e, dirigidos por Domingos Merino, Claudio López Garrido, Lois Mazás ou Xosé Paz, conflui definitivamente com Esquerda Galega (EG) em 1984, formando o PSG-EG.  